# 鬼斧魔差2
《鬼斧魔差2》（英語：Hatchet II）是一部2010年由亞當·格林编剧并执导的美国砍杀电影。本片是《鬼斧魔差》的续集，也是该系列的第二部电影。故事紧接着第一部电影的结尾，讲述了玛丽贝丝逃离畸形的沼泽杀手维克多·克劳利的魔掌。在得知家族与拿着斧头的疯子之间的关系后，玛丽贝丝带着一群猎人重返路易斯安那州的沼泽地，试图找回家人的遗体并对沼泽屠夫进行血腥复仇。
影片中，肯恩·哈德和托尼·托德分别回归饰演维克多·克劳利和殭屍牧師。丹妮尔·哈里斯（Danielle Harris）饰演玛丽贝丝，这一角色原来由塔玛拉·费尔德曼（Tamara Feldman）扮演。电影于2010年8月26日在伦敦惊悚电影节首映，并于2010年10月1日在美国未分级上映。续集《鬼斧魔差3》于2013年上映。

## 剧情
在《鬼斧魔差》之后，玛丽贝丝·邓斯顿被维克多·克劳利袭击，但设法逃脱。杰克·克拉克发现了她并将她带回自己的小屋，但在得知她的姓氏后强迫她离开，并告诉她去找殭屍牧師。不久后，杰克被维克多杀害。
玛丽贝丝回到殭屍牧師的商店，他让她进来。在得知她的姓氏后，他告诉她，她的父亲萨姆森是导致维克多小时候死亡的火灾的元凶之一。他还给了她更多关于维克多背景的信息：维克多的父亲托马斯在妻子夏安被诊断出胃癌后与她的护士莉娜有染。在夏安去世前，她对莉娜因这段婚外情怀上的孩子施下了诅咒。几个月后，莉娜生下了维克多·克劳利，但在看到维克多畸形的脸后被吓死。
玛丽贝丝告诉殭屍牧師她想回去找回父亲和兄弟的遗体。他同意了，但告诉她必须带一个家人一起去。她离开后，殭屍牧師打电话给贾斯汀（第一部电影中肖恩的兄弟），并告诉他召集一群猎人（特别是包括一个叫特伦特·格雷夫斯的人）一起去。玛丽贝丝回到家，她的叔叔鲍勃立刻出现。他勉强同意陪她去殭屍牧師的商店参加猎人招募会，殭屍牧師告诉猎人们，他将支付5,000美元作为维克多·克劳利的人头赏金。玛丽贝丝、鲍勃和猎人们进入了沼泽。
天黑后，他们找到了船，其他人离开时，两个猎人克莱图斯和查德留在船边，其他人分散开来。玛丽贝丝、殭屍牧師、贾斯汀、鲍勃和特伦特寻找克劳利的小屋以及他的受害者遗体。在路上，殭屍牧師向贾斯汀解释说，特伦特、萨姆森和萨姆森的兄弟是导致维克多死亡的火灾的元凶。由于萨姆森已经被维克多杀害，殭屍牧師认为，如果克劳利杀了鲍勃和特伦特，他的灵魂将得到安息，并最终离开沼泽地。与此同时，维克多开始一个个地杀死猎人。
在小屋内搜寻时，剩下的人听到维克多在外面。他们躲起来时，贾斯汀告诉玛丽贝丝殭屍牧師的计划，打算让她的叔叔和特伦特被杀。她跑去警告鲍勃，维克多出现在贾斯汀身后并用打磨机杀死了他。特伦特很快也被杀害，殭屍牧師将玛丽贝丝拖出房子，将鲍勃和维克多困在里面，维克多杀死了他。殭屍牧師宣布维克多·克劳利死了，但玛丽贝丝随后透露，鲍勃并不是她真正的叔叔，而是她父亲最好的朋友；她的真正叔叔在玛丽贝丝十二岁时因白血病去世。殭屍牧師现在意识到计划失败了，转身看到维克多打破小屋的墙壁。殭屍牧師试图与维克多搏斗，但在此过程中被残忍杀害。然而，几秒钟后，玛丽贝丝用维克多自己的斧头砍中了他的头部，将他打倒在地，然后歇斯底里地将他的头砍成血腥的浆。然后她拿起殭屍牧師的猎枪向维克多的头部残骸开枪，似乎将他杀死。